# Malacosteinae
Die Malacosteinae (übersetzt „Weichknochenfische“) sind eine Unterfamilie der Maulstachler-Familie Stomiidae. Sie leben im offenen Meer aller Ozeane in Tiefen von 1000 bis 4000 Metern.

## Merkmale
Bei den Malacosteinae ist das Maul extrem vergrößert, die Mundspalte reicht bis weit hinter das Auge. Dazu hat der Fisch eine besondere Schädelform. Der Kiefer gelenkt an einem nach hinten gerichteten Kieferstiel, der Hirnschädel ist verkürzt und steht fast senkrecht. Der Unterkiefer trägt vorne Fangzähne; der Mundboden (die Haut zwischen Unterkiefer und Hyoiden) ist (bis auf einen Schlauch für Gefäße, Nerven und den musculus geniohyoideus) geschwunden, um das Vorschnellen des Unterkiefers zu erleichtern. Dazu wird der Schädel zunächst durch die Rückenmuskulatur extrem „in den Nacken geworfen“, wodurch auch der Kieferstiel (im Wesentlichen die Hyomandibel) vorschwingt und der Unterkiefer abgesenkt wird. Daraufhin werden die Unterkieferzähne von unten her (ohne Widerlager des Oberkiefers!) in die Beute geschlagen; schließlich wird diese durch Schädelrückdrehung und Zurückschwingen des Kieferstiels in den Schlund geschoben. Diese „Fangmaske“ ähnelt also (entfernt) der einer Libellen-Larve. 
Die Rücken- und Afterflosse und die Bauchflossen sitzen weit hinten am Körper (Stoßräuber).
Die Fische sind schwarz und werden 15 bis 26 cm lang. Die Gattung Aristostomias trägt eine Kinnbartel.
Flossenformel: Dorsale 14–28, Anale 17–32

## Systematik
Nach aktuellen phylogenetischen Untersuchungen ist die Abgrenzung der Malacosteinae von der „benachbarten“ Unterfamilie Schuppenlose Drachenfische (Melanostomiinae) so nicht korrekt. Hier jedoch die traditionell zu den Malacosteinae gerechneten Gattungen und Arten:
- Aristostomias
  - Aristostomias grimaldii Zugmayer, 1913.
  - Aristostomias lunifer Regan & Trewavas, 1930.
  - Aristostomias polydactylus Regan & Trewavas, 1930.
  - Aristostomias scintillans (Gilbert, 1915).
  - Aristostomias tittmanni Welsh, 1923.
  - Aristostomias xenostoma Regan & Trewavas, 1930.
- Malacosteus
  - Malacosteus australis Kenaley, 2007.
  - Malacosteus niger (Ayres, 1848).
- PhotostomiasPhotostomias atrox

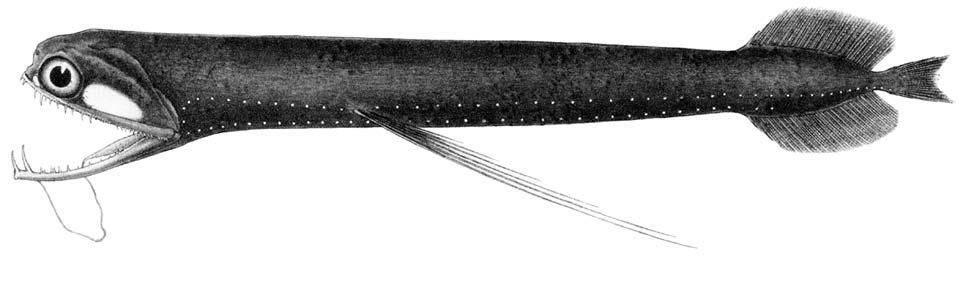
Photostomias atrox

  - Photostomias atrox (Alcock, 1890) .
  - Photostomias goodyeari Kenaley & Hartel, 2005.
  - Photostomias guernei Collett, 1889.
  - Photostomias liemi Kenaley, 2009.
  - Photostomias lucingens Kenaley, 2009.
  - Photostomias tantillux Kenaley, 2009.